# Campionato asiatico e oceaniano maschile di pallavolo 2017
Il campionato asiatico e oceaniano maschile di pallavolo 2017 si è svolto dal 23 luglio al 1º agosto 2017 a Surabaya, in Indonesia: al torneo hanno partecipato sedici squadre nazionali asiatiche e oceaniane e la vittoria finale è andata per la nona volta, la seconda consecutiva, al Giappone.

## Impianti
|                                                                                |                                                                                       |  |
|                                                                                |                                                                                       |  |
| Tri Dharma Petrokimia Gymnasium Città: Surabaya Capienza: - Anno d'apertura: - | Wahana Ekspresi Poesponegoro Gymnasium Città: Surabaya Capienza: - Anno d'apertura: - |  |

## Regolamento

### Formula
Le squadre hanno disputato una prima fase a gironi con formula del girone all'italiana; al termine della prima fase le prime due classificate del girone A e C hanno acceduto al girone E e le prime due classificate del girone B e D hanno acceduto al girone F, mentre le ultime due classificate del girone A e C hanno acceduto al girone G e le ultime due classificate del girone B e D hanno acceduto al girone H. Le squadre hanno disputato una seconda fase a gironi con formula del girone all'italiana, conservando i risultati degli scontri diretti:
- Le squadre del girone E e F hanno acceduto alla fase finale per il primo posto, strutturata in quarti di finale, semifinali, finale per il terzo posto e finale.
- Le quattro eliminate ai quarti di finale della fase finale per il primo posto hanno acceduto alla fase finale per il quinto posto, strutturata in semifinali, finale per il settimo posto e finale per il quinto posto.
- Le prime due classificate del girone G e H hanno acceduto alla fase finale per il nono posto, strutturata in semifinali, finale per l'undicesimo posto e finale per il nono posto.
- Le ultime due classificate del girone G e H hanno acceduto alla fase finale tredicesimo posto, strutturata in semifinali, finale per il quindicesimo posto e finale per il tredicesimo posto.

### Criteri di classifica
Se il risultato finale è stato di 3-0 o 3-1 sono stati assegnati 3 punti alla squadra vincente e 0 a quella sconfitta, se il risultato finale è stato di 3-2 sono stati assegnati 2 punti alla squadra vincente e 1 a quella sconfitta.
L'ordine del posizionamento in classifica è stato definito in base a:
- Numero di partite vinte;
- Punti;
- Ratio dei set vinti/persi;
- Ratio dei punti realizzati/subiti;
- Risultati degli scontri diretti.

## Squadre partecipanti
| Squadra        | Qualificazione      | Ultima partecipazione    |
| -------------- | ------------------- | ------------------------ |
| Arabia Saudita | -                   | Emirati Arabi Uniti 2013 |
| Australia      | -                   | Iran 2015                |
| Cina           | -                   | Iran 2015                |
| Corea del Sud  | -                   | Iran 2015                |
| Giappone       | -                   | Iran 2015                |
| Hong Kong      | -                   | Filippine 2009           |
| Indonesia      | Paese organizzatore | Iran 2011                |
| Iran           | -                   | Iran 2015                |
| Iraq           | -                   | Emirati Arabi Uniti 2013 |
| Kazakistan     | -                   | Iran 2015                |
| Pakistan       | -                   | Iran 2015                |
| Qatar          | -                   | Iran 2015                |
| Sri Lanka      | -                   | Iran 2015                |
| Taipei cinese  | -                   | Iran 2015                |
| Thailandia     | -                   | Iran 2015                |
| Vietnam        | -                   | Filippine 2009           |

## Torneo

### Prima fase
| Girone A       | Girone B      | Girone C      | Girone D   |
| -------------- | ------------- | ------------- | ---------- |
| Arabia Saudita | Iran          | Corea del Sud | Australia  |
| Indonesia      | Iraq          | Giappone      | Cina       |
| Kazakistan     | Pakistan      | Sri Lanka     | Hong Kong  |
| Qatar          | Taipei cinese | Vietnam       | Thailandia |

#### Girone A

##### Risultati
| 24 luglio 2017 Tri Dharma Petrokimia Gymnasium, Surabaya Durata: 2h:03 - Spettatori: 3 500 | Indonesia      | 3 - 1 | Arabia Saudita | 25-23, 25-21, 22-25, 26-24        |
| 24 luglio 2017 Tri Dharma Petrokimia Gymnasium, Surabaya Durata: 1h:58 - Spettatori: 400   | Qatar          | 2 - 3 | Kazakistan     | 25-18, 25-20, 24-26, 19-25, 10-15 |
| 25 luglio 2017 Tri Dharma Petrokimia Gymnasium, Surabaya Durata: 1h:31 - Spettatori: 1 400 | Arabia Saudita | 0 - 3 | Qatar          | 23-25, 21-25, 21-25               |
| 25 luglio 2017 Tri Dharma Petrokimia Gymnasium, Surabaya Durata: 2h:15 - Spettatori: 2 250 | Indonesia      | 2 - 3 | Kazakistan     | 25-23, 25-27, 21-25, 25-21, 13-15 |
| 26 luglio 2017 Tri Dharma Petrokimia Gymnasium, Surabaya Durata: 1h:17 - Spettatori: 400   | Kazakistan     | 3 - 0 | Arabia Saudita | 25-13, 25-22, 25-17               |
| 26 luglio 2017 Tri Dharma Petrokimia Gymnasium, Surabaya Durata: 2h:00 - Spettatori: 3 600 | Indonesia      | 3 - 2 | Qatar          | 24-26, 14-25, 25-20, 25-21, 15-11 |

##### Classifica
| Pos | Squadra        | Pt | G | V | P | SV | SP | Ratio | PF  | PS  | Ratio |
| --- | -------------- | -- | - | - | - | -- | -- | ----- | --- | --- | ----- |
| 1   | Kazakistan     | 7  | 3 | 3 | 0 | 9  | 4  | 2.250 | 290 | 264 | 1.098 |
| 2   | Indonesia      | 6  | 3 | 2 | 1 | 8  | 6  | 1.333 | 310 | 307 | 1.010 |
| 3   | Qatar          | 5  | 3 | 1 | 2 | 7  | 6  | 1.167 | 281 | 272 | 1.033 |
| 4   | Arabia Saudita | 0  | 3 | 0 | 3 | 1  | 9  | 0.111 | 210 | 248 | 0.847 |

#### Girone B

##### Risultati
| 24 luglio 2017 Poesponegoro Gymnasium, Surabaya Durata: 1h:04 - Spettatori: 1 220 | Taipei cinese | 3 - 0 | Pakistan      | 25-17, 25-16, 25-14        |
| 24 luglio 2017 Poesponegoro Gymnasium, Surabaya Durata: 1h:16 - Spettatori: 350   | Iran          | 3 - 0 | Iraq          | 25-17, 25-16, 25-21        |
| 25 luglio 2017 Poesponegoro Gymnasium, Surabaya Durata: 1h:22 - Spettatori: 400   | Iraq          | 0 - 3 | Taipei cinese | 24-26, 21-25, 22-25        |
| 25 luglio 2017 Poesponegoro Gymnasium, Surabaya Durata: 1h:23 - Spettatori: 200   | Iran          | 3 - 0 | Pakistan      | 25-23, 25-22, 25-14        |
| 26 luglio 2017 Poesponegoro Gymnasium, Surabaya Durata: 1h:54 - Spettatori: 260   | Pakistan      | 3 - 1 | Iraq          | 26-24, 25-17, 17-25, 25-22 |
| 26 luglio 2017 Poesponegoro Gymnasium, Surabaya Durata: 1h:26 - Spettatori: 190   | Iran          | 3 - 0 | Taipei cinese | 25-20, 30-28, 25-21        |

##### Classifica
| Pos | Squadra       | Pt | G | V | P | SV | SP | Ratio | PF  | PS  | Ratio |
| --- | ------------- | -- | - | - | - | -- | -- | ----- | --- | --- | ----- |
| 1   | Iran          | 9  | 3 | 3 | 0 | 9  | 0  | MAX   | 230 | 182 | 1.264 |
| 2   | Taipei cinese | 6  | 3 | 2 | 1 | 6  | 3  | 2.000 | 220 | 194 | 1.134 |
| 3   | Pakistan      | 3  | 3 | 1 | 2 | 3  | 7  | 0.429 | 199 | 238 | 0.836 |
| 4   | Iraq          | 0  | 3 | 0 | 3 | 1  | 9  | 0.111 | 209 | 244 | 0.857 |

#### Girone C

##### Risultati
| 24 luglio 2017 Poesponegoro Gymnasium, Surabaya Durata: 1h:15 - Spettatori: 200          | Giappone      | 3 - 0 | Sri Lanka     | 25-17, 25-16, 25-17              |
| 24 luglio 2017 Tri Dharma Petrokimia Gymnasium, Surabaya Durata: 1h:16 - Spettatori: 500 | Corea del Sud | 3 - 0 | Vietnam       | 25-17, 25-19, 25-17              |
| 25 luglio 2017 Tri Dharma Petrokimia Gymnasium, Surabaya Durata: 1h:10 - Spettatori: 220 | Giappone      | 3 - 0 | Vietnam       | 25-13, 25-19, 25-18              |
| 25 luglio 2017 Poesponegoro Gymnasium, Surabaya Durata: 1h:16 - Spettatori: 300          | Sri Lanka     | 0 - 3 | Corea del Sud | 15-25, 20-25, 20-25              |
| 26 luglio 2017 Tri Dharma Petrokimia Gymnasium, Surabaya Durata: 2h:17 - Spettatori: 750 | Giappone      | 2 - 3 | Corea del Sud | 22-25, 25-21, 25-17, 18-25, 9-15 |
| 26 luglio 2017 Poesponegoro Gymnasium, Surabaya Durata: 2h:07 - Spettatori: 200          | Vietnam       | 3 - 2 | Sri Lanka     | 25-19, 16-25, 25-21, 20-25, 15-9 |

##### Classifica
| Pos | Squadra       | Pt | G | V | P | SV | SP | Ratio | PF  | PS  | Ratio |
| --- | ------------- | -- | - | - | - | -- | -- | ----- | --- | --- | ----- |
| 1   | Corea del Sud | 8  | 3 | 3 | 0 | 9  | 2  | 4.500 | 253 | 207 | 1.222 |
| 2   | Giappone      | 7  | 3 | 2 | 1 | 8  | 3  | 2.667 | 249 | 203 | 1.227 |
| 3   | Vietnam       | 2  | 3 | 1 | 2 | 3  | 8  | 0.375 | 204 | 249 | 0.819 |
| 4   | Sri Lanka     | 1  | 3 | 0 | 3 | 2  | 9  | 0.222 | 204 | 251 | 0.813 |

#### Girone D

##### Risultati
| 24 luglio 2017 Poesponegoro Gymnasium, Surabaya Durata: 1h:10 - Spettatori: 100            | Australia  | 3 - 0 | Hong Kong  | 25-17, 25-20, 25-16               |
| 24 luglio 2017 Tri Dharma Petrokimia Gymnasium, Surabaya Durata: 1h:18 - Spettatori: 300   | Cina       | 3 - 0 | Thailandia | 25-19, 29-27, 25-13               |
| 25 luglio 2017 Tri Dharma Petrokimia Gymnasium, Surabaya Durata: 2h:02 - Spettatori: 1 200 | Australia  | 3 - 2 | Thailandia | 19-25, 26-28, 25-19, 25-14, 15-11 |
| 25 luglio 2017 Poesponegoro Gymnasium, Surabaya Durata: 1h:14 - Spettatori: 200            | Hong Kong  | 0 - 3 | Cina       | 13-25, 16-25, 19-25               |
| 26 luglio 2017 Poesponegoro Gymnasium, Surabaya Durata: 1h:15 - Spettatori: 200            | Australia  | 3 - 0 | Cina       | 26-24, 25-13, 25-23               |
| 26 luglio 2017 Tri Dharma Petrokimia Gymnasium, Surabaya Durata: 1h:45 - Spettatori: 500   | Thailandia | 3 - 1 | Hong Kong  | 23-25, 25-8, 25-19, 25-21         |

##### Classifica
| Pos | Squadra    | Pt | G | V | P | SV | SP | Ratio | PF  | PS  | Ratio |
| --- | ---------- | -- | - | - | - | -- | -- | ----- | --- | --- | ----- |
| 1   | Australia  | 8  | 3 | 3 | 0 | 9  | 2  | 4.500 | 261 | 210 | 1.243 |
| 2   | Cina       | 6  | 3 | 2 | 1 | 6  | 3  | 2.000 | 214 | 183 | 1.169 |
| 3   | Thailandia | 4  | 3 | 1 | 2 | 5  | 7  | 0.714 | 254 | 262 | 0.969 |
| 4   | Hong Kong  | 0  | 3 | 0 | 3 | 1  | 9  | 0.111 | 174 | 248 | 0.702 |

### Seconda fase
| Girone E      | Girone F      | Girone G       | Girone H   |
| ------------- | ------------- | -------------- | ---------- |
| Corea del Sud | Australia     | Arabia Saudita | Hong Kong  |
| Giappone      | Cina          | Qatar          | Iraq       |
| Indonesia     | Iran          | Sri Lanka      | Pakistan   |
| Kazakistan    | Taipei cinese | Vietnam        | Thailandia |

#### Girone E

##### Risultati
| 27 luglio 2017 Tri Dharma Petrokimia Gymnasium, Surabaya Durata: 1h:10 - Spettatori: 820   | Kazakistan    | 0 - 3 | Giappone      | 18-25, 19-25, 23-25        |
| 27 luglio 2017 Tri Dharma Petrokimia Gymnasium, Surabaya Durata: 1h:29 - Spettatori: 3 000 | Corea del Sud | 3 - 1 | Indonesia     | 25-21, 20-25, 25-14, 25-16 |
| 29 luglio 2017 Tri Dharma Petrokimia Gymnasium, Surabaya Durata: 1h:45 - Spettatori: 2 800 | Kazakistan    | 1 - 3 | Corea del Sud | 18-25, 25-23, 23-25, 13-25 |
| 29 luglio 2017 Tri Dharma Petrokimia Gymnasium, Surabaya Durata: 1h:12 - Spettatori: 3 500 | Indonesia     | 0 - 3 | Giappone      | 23-25, 15-25, 12-25        |

##### Classifica
| Pos | Squadra       | Pt | G | V | P | SV | SP | Ratio | PF  | PS  | Ratio |
| --- | ------------- | -- | - | - | - | -- | -- | ----- | --- | --- | ----- |
| 1   | Corea del Sud | 8  | 3 | 3 | 0 | 9  | 4  | 2.250 | 296 | 254 | 1.165 |
| 2   | Giappone      | 7  | 3 | 2 | 1 | 8  | 3  | 2.667 | 249 | 213 | 1.169 |
| 3   | Kazakistan    | 2  | 3 | 1 | 2 | 4  | 8  | 0.500 | 250 | 282 | 0.887 |
| 4   | Indonesia     | 1  | 3 | 0 | 3 | 3  | 9  | 0.333 | 235 | 281 | 0.836 |

#### Girone F

##### Risultati
| 27 luglio 2017 Tri Dharma Petrokimia Gymnasium, Surabaya Durata: 1h:25 - Spettatori: 250   | Iran      | 0 - 3 | Cina          | 25-27, 19-25, 20-25        |
| 27 luglio 2017 Tri Dharma Petrokimia Gymnasium, Surabaya Durata: 1h:45 - Spettatori: 375   | Australia | 1 - 3 | Taipei cinese | 23-25, 17-25, 26-24, 18-25 |
| 29 luglio 2017 Tri Dharma Petrokimia Gymnasium, Surabaya Durata: 1h:42 - Spettatori: 1 000 | Iran      | 3 - 1 | Australia     | 25-11, 25-19, 22-25, 25-17 |
| 29 luglio 2017 Tri Dharma Petrokimia Gymnasium, Surabaya Durata: 1h:46 - Spettatori: 350   | Cina      | 1 - 3 | Taipei cinese | 22-25, 25-19, 25-27, 20-25 |

##### Classifica
| Pos | Squadra       | Pt | G | V | P | SV | SP | Ratio | PF  | PS  | Ratio |
| --- | ------------- | -- | - | - | - | -- | -- | ----- | --- | --- | ----- |
| 1   | Iran          | 6  | 3 | 2 | 1 | 6  | 4  | 1.500 | 241 | 218 | 1.106 |
| 2   | Taipei cinese | 6  | 3 | 2 | 1 | 6  | 5  | 1.200 | 264 | 256 | 1.031 |
| 3   | Australia     | 3  | 3 | 1 | 2 | 5  | 6  | 0.833 | 232 | 256 | 0.906 |
| 4   | Cina          | 3  | 3 | 1 | 2 | 4  | 6  | 0.667 | 229 | 236 | 0.970 |

#### Girone G

##### Risultati
| 27 luglio 2017 Poesponegoro Gymnasium, Surabaya Durata: 2h:19 - Spettatori: 700 | Qatar          | 2 - 3 | Sri Lanka      | 25-19, 24-26, 20-25, 25-23, 12-15 |
| 27 luglio 2017 Poesponegoro Gymnasium, Surabaya Durata: 2h:07 - Spettatori: 150 | Vietnam        | 3 - 1 | Arabia Saudita | 24-26, 25-21, 29-27, 25-17        |
| 29 luglio 2017 Poesponegoro Gymnasium, Surabaya Durata: 2h:02 - Spettatori: 190 | Qatar          | 3 - 1 | Vietnam        | 25-22, 25-15, 19-25, 27-25        |
| 29 luglio 2017 Poesponegoro Gymnasium, Surabaya Durata: 1h:56 - Spettatori: 110 | Arabia Saudita | 3 - 1 | Sri Lanka      | 25-17, 27-25, 19-25, 25-23        |

##### Classifica
| Pos | Squadra        | Pt | G | V | P | SV | SP | Ratio | PF  | PS  | Ratio |
| --- | -------------- | -- | - | - | - | -- | -- | ----- | --- | --- | ----- |
| 1   | Qatar          | 7  | 3 | 2 | 1 | 8  | 4  | 2.000 | 277 | 260 | 1.065 |
| 2   | Vietnam        | 5  | 3 | 2 | 1 | 7  | 6  | 1.167 | 291 | 286 | 1.017 |
| 3   | Sri Lanka      | 3  | 3 | 1 | 2 | 6  | 8  | 0.750 | 297 | 303 | 0.980 |
| 4   | Arabia Saudita | 3  | 3 | 1 | 2 | 4  | 7  | 0.571 | 252 | 268 | 0.940 |

#### Girone H

##### Risultati
| 27 luglio 2017 Poesponegoro Gymnasium, Surabaya Durata: 2h:13 - Spettatori: 100 | Pakistan   | 3 - 2 | Hong Kong  | 21-25, 22-25, 25-20, 25-21, 15-6 |
| 27 luglio 2017 Poesponegoro Gymnasium, Surabaya Durata: 1h:51 - Spettatori: 150 | Thailandia | 3 - 1 | Iraq       | 20-25, 25-12, 25-23, 25-21       |
| 29 luglio 2017 Poesponegoro Gymnasium, Surabaya Durata: 1h:17 - Spettatori: 100 | Pakistan   | 0 - 3 | Thailandia | 18-25, 24-26, 23-25              |
| 29 luglio 2017 Poesponegoro Gymnasium, Surabaya Durata: 1h:52 - Spettatori: 235 | Iraq       | 3 - 1 | Hong Kong  | 25-13, 25-22, 23-25, 25-18       |

##### Classifica
| Pos | Squadra    | Pt | G | V | P | SV | SP | Ratio | PF  | PS  | Ratio |
| --- | ---------- | -- | - | - | - | -- | -- | ----- | --- | --- | ----- |
| 1   | Thailandia | 9  | 3 | 3 | 0 | 9  | 2  | 4.500 | 269 | 219 | 1.228 |
| 2   | Pakistan   | 5  | 3 | 2 | 1 | 6  | 6  | 1.000 | 266 | 261 | 1.019 |
| 3   | Iraq       | 3  | 3 | 1 | 2 | 5  | 7  | 0.714 | 267 | 266 | 1.004 |
| 4   | Hong Kong  | 1  | 3 | 0 | 3 | 4  | 9  | 0.444 | 248 | 304 | 0.816 |

### Fase finale

#### Finali 1º e 3º posto
|  | Quarti        | Quarti     |               |           | Semifinali         | Semifinali         |  |  | Finale 1º/2º posto | Finale 1º/2º posto |
|  |               |            |               |           |                    |                    |  |  |                    |                    |
|  |               |            |               |           |                    |                    |  |  |                    |                    |
|  |               |            |               |           |                    |                    |  |  |                    |                    |
|  | Corea del Sud | 3          |               |           |                    |                    |  |  |                    |                    |
|  | Corea del Sud | 3          |               |           |                    |                    |  |  |                    |                    |
|  | Cina          | 0          |               |           |                    |                    |  |  |                    |                    |
|  | Cina          | 0          | Corea del Sud | 2         |                    |                    |  |  |                    |                    |
|  |               |            | Corea del Sud | 2         |                    |                    |  |  |                    |                    |
|  |               | Kazakistan | 3             |           |                    |                    |  |  |                    |                    |
|  | Taipei cinese | Kazakistan | 3             | 0         |                    |                    |  |  |                    |                    |
|  | Taipei cinese |            |               | 0         |                    |                    |  |  |                    |                    |
|  | Kazakistan    | 3          |               |           |                    |                    |  |  |                    |                    |
|  | Kazakistan    | 3          | Kazakistan    | 1         |                    |                    |  |  |                    |                    |
|  |               |            | Kazakistan    | 1         |                    |                    |  |  |                    |                    |
|  |               | Giappone   | 3             |           |                    |                    |  |  |                    |                    |
|  | Iran          | Giappone   | 3             | 2         |                    |                    |  |  |                    |                    |
|  | Iran          |            |               | 2         |                    |                    |  |  |                    |                    |
|  | Indonesia     | 3          |               |           |                    |                    |  |  |                    |                    |
|  | Indonesia     | 3          | Indonesia     | 0         | Finale 3º/4º posto | Finale 3º/4º posto |  |  |                    |                    |
|  |               |            | Indonesia     | 0         | Finale 3º/4º posto | Finale 3º/4º posto |  |  |                    |                    |
|  |               | Giappone   | 3             |           |                    |                    |  |  |                    |                    |
|  | Giappone      | Giappone   | 3             | 3         | Corea del Sud      | 3                  |  |  |                    |                    |
|  | Giappone      |            |               | 3         | Corea del Sud      | 3                  |  |  |                    |                    |
|  | Australia     | 0          |               | Indonesia | 0                  |                    |  |  |                    |                    |
|  | Australia     | 0          |               |           | 0                  |                    |  |  |                    |                    |
|  |               |            |               |           |                    |                    |  |  |                    |                    |
|  |               |            |               |           |                    |                    |  |  |                    |                    |

##### Quarti di finale
| 30 luglio 2017 Tri Dharma Petrokimia Gymnasium, Surabaya Durata: 1h:24 - Spettatori: 950   | Corea del Sud | 3 - 0 | Cina       | 25-18, 25-19, 25-23               |
| 30 luglio 2017 Tri Dharma Petrokimia Gymnasium, Surabaya Durata: 2h:14 - Spettatori: 2 400 | Iran          | 2 - 3 | Indonesia  | 25-18, 25-18, 23-25, 24-26, 11-15 |
| 30 luglio 2017 Tri Dharma Petrokimia Gymnasium, Surabaya Durata: 1h:13 - Spettatori: 600   | Giappone      | 3 - 0 | Australia  | 25-21, 25-16, 25-22               |
| 30 luglio 2017 Tri Dharma Petrokimia Gymnasium, Surabaya Durata: 1h:16 - Spettatori: 300   | Taipei cinese | 0 - 3 | Kazakistan | 22-25, 22-25, 23-25               |

##### Semifinali
| 31 luglio 2017 Tri Dharma Petrokimia Gymnasium, Surabaya Durata: 2h:00 - Spettatori: 2 500 | Corea del Sud | 2 - 3 | Kazakistan | 25-20, 25-15, 17-25, 23-25, 14-16 |
| 31 luglio 2017 Tri Dharma Petrokimia Gymnasium, Surabaya Durata: 1h:21 - Spettatori: 3 500 | Indonesia     | 0 - 3 | Giappone   | 17-25, 24-26, 23-25               |

##### Finale 3º posto
| 1º agosto 2017 Tri Dharma Petrokimia Gymnasium, Surabaya Durata: 1h:13 - Spettatori: 3 200 | Corea del Sud | 3 - 0 | Indonesia | 25-16, 25-21, 25-13 |

##### Finale
| 1º agosto 2017 Tri Dharma Petrokimia Gymnasium, Surabaya Durata: 1h:50 - Spettatori: 2 800 | Kazakistan | 1 - 3 | Giappone | 13-25, 20-25, 27-25, 23-25 |

#### Finali 5º e 7º posto
|  | Semifinali    | Semifinali    | Semifinali |      |      | Finale 5º/6º posto | Finale 5º/6º posto | Finale 5º/6º posto |  |
|  |               |               |            |      |      |                    |                    |                    |  |
|  | Cina          | Cina          | 3          |      |      |                    |                    |                    |  |
|  | Cina          | Cina          | 3          |      |      |                    |                    |                    |  |
|  | Taipei cinese | Taipei cinese | 0          |      |      |                    |                    |                    |  |
|  | Taipei cinese | Taipei cinese | 0          |      | Cina | Cina               | 1                  |                    |  |
|  |               |               |            |      | Cina | Cina               | 1                  |                    |  |
|  |               |               | Iran       | Iran | 3    |                    |                    |                    |  |
|  | Iran          | Iran          | Iran       | Iran | 3    | 3                  |                    |                    |  |
|  | Iran          | Iran          |            |      |      | 3                  |                    |                    |  |
|  | Australia     | Australia     | 2          |      |      | Finale 7º/8º posto | Finale 7º/8º posto | Finale 7º/8º posto |  |
|  | Australia     | Australia     | 2          |      |      |                    |                    |                    |  |
|  |               |               |            |      |      |                    |                    |                    |  |
|  |               |               |            |      |      | Taipei cinese      | Taipei cinese      | 3                  |  |
|  |               |               |            |      |      | Taipei cinese      | Taipei cinese      | 3                  |  |
|  |               |               |            |      |      | Australia          | Australia          | 2                  |  |

##### Semifinali
| 31 luglio 2017 Tri Dharma Petrokimia Gymnasium, Surabaya Durata: 1h:16 - Spettatori: 200 | Cina | 3 - 0 | Taipei cinese | 25-22, 25-19, 25-23               |
| 31 luglio 2017 Tri Dharma Petrokimia Gymnasium, Surabaya Durata: 2h:03 - Spettatori: 300 | Iran | 3 - 2 | Australia     | 17-25, 18-25, 25-21, 25-19, 16-14 |

##### Finale 7º posto
| 1º agosto 2017 Tri Dharma Petrokimia Gymnasium, Surabaya Durata: 1h:54 - Spettatori: 200 | Taipei cinese | 3 - 2 | Australia | 25-23, 25-20, 21-25, 23-25, 15-11 |

##### Finale 5º posto
| 1º agosto 2017 Tri Dharma Petrokimia Gymnasium, Surabaya Durata: 1h:43 - Spettatori: 380 | Cina | 1 - 3 | Iran | 25-15, 17-25, 23-25, 21-25 |

#### Finali 9º e 11º posto
|  | Semifinali | Semifinali | Semifinali |         |       | Finale 9º/10º posto  | Finale 9º/10º posto  | Finale 9º/10º posto  |  |
|  |            |            |            |         |       |                      |                      |                      |  |
|  | Qatar      | Qatar      | 3          |         |       |                      |                      |                      |  |
|  | Qatar      | Qatar      | 3          |         |       |                      |                      |                      |  |
|  | Pakistan   | Pakistan   | 2          |         |       |                      |                      |                      |  |
|  | Pakistan   | Pakistan   | 2          |         | Qatar | Qatar                | 3                    |                      |  |
|  |            |            |            |         | Qatar | Qatar                | 3                    |                      |  |
|  |            |            | Vietnam    | Vietnam | 1     |                      |                      |                      |  |
|  | Thailandia | Thailandia | Vietnam    | Vietnam | 1     | 2                    |                      |                      |  |
|  | Thailandia | Thailandia |            |         |       | 2                    |                      |                      |  |
|  | Vietnam    | Vietnam    | 3          |         |       | Finale 11º/12º posto | Finale 11º/12º posto | Finale 11º/12º posto |  |
|  | Vietnam    | Vietnam    | 3          |         |       |                      |                      |                      |  |
|  |            |            |            |         |       |                      |                      |                      |  |
|  |            |            |            |         |       | Pakistan             | Pakistan             | 1                    |  |
|  |            |            |            |         |       | Pakistan             | Pakistan             | 1                    |  |
|  |            |            |            |         |       | Thailandia           | Thailandia           | 3                    |  |

##### Semifinali
| 30 luglio 2017 Poesponegoro Gymnasium, Surabaya Durata: 1h:43 - Spettatori: 95  | Qatar      | 3 - 2 | Pakistan | 25-19, 20-25, 17-25, 25-18, 15-12 |
| 30 luglio 2017 Poesponegoro Gymnasium, Surabaya Durata: 1h:59 - Spettatori: 155 | Thailandia | 2 - 3 | Vietnam  | 19-25, 16-25, 25-21, 25-16, 10-15 |

##### Finale 11º posto
| 31 luglio 2017 Poesponegoro Gymnasium, Surabaya Durata: 1h:38 - Spettatori: 125 | Pakistan | 1 - 3 | Thailandia | 23-25, 25-18, 18-25, 18-25 |

##### Finale 9º posto
| 31 luglio 2017 Poesponegoro Gymnasium, Surabaya Durata: 1h:33 - Spettatori: 100 | Qatar | 3 - 1 | Vietnam | 25-18, 25-22, 16-25, 25-15 |

#### Finali 13º e 15º posto
|  | Semifinali     | Semifinali     | Semifinali |      |           | Finale 13º/14º posto | Finale 13º/14º posto | Finale 13º/14º posto |  |
|  |                |                |            |      |           |                      |                      |                      |  |
|  | Sri Lanka      | Sri Lanka      | 3          |      |           |                      |                      |                      |  |
|  | Sri Lanka      | Sri Lanka      | 3          |      |           |                      |                      |                      |  |
|  | Hong Kong      | Hong Kong      | 0          |      |           |                      |                      |                      |  |
|  | Hong Kong      | Hong Kong      | 0          |      | Sri Lanka | Sri Lanka            | 1                    |                      |  |
|  |                |                |            |      | Sri Lanka | Sri Lanka            | 1                    |                      |  |
|  |                |                | Iraq       | Iraq | 3         |                      |                      |                      |  |
|  | Iraq           | Iraq           | Iraq       | Iraq | 3         | 3                    |                      |                      |  |
|  | Iraq           | Iraq           |            |      |           | 3                    |                      |                      |  |
|  | Arabia Saudita | Arabia Saudita | 0          |      |           | Finale 15º/16º posto | Finale 15º/16º posto | Finale 15º/16º posto |  |
|  | Arabia Saudita | Arabia Saudita | 0          |      |           |                      |                      |                      |  |
|  |                |                |            |      |           |                      |                      |                      |  |
|  |                |                |            |      |           | Hong Kong            | Hong Kong            | 0                    |  |
|  |                |                |            |      |           | Hong Kong            | Hong Kong            | 0                    |  |
|  |                |                |            |      |           | Arabia Saudita       | Arabia Saudita       | 3                    |  |

##### Semifinali
| 30 luglio 2017 Poesponegoro Gymnasium, Surabaya Durata: 1h:11 - Spettatori: 300 | Sri Lanka | 3 - 0 | Hong Kong      | 25-18, 25-13, 25-17 |
| 30 luglio 2017 Poesponegoro Gymnasium, Surabaya Durata: 1h:16 - Spettatori: 200 | Iraq      | 3 - 0 | Arabia Saudita | 25-20, 25-19, 25-17 |

##### Finale 15º posto
| 31 luglio 2017 Poesponegoro Gymnasium, Surabaya Durata: 1h:16 - Spettatori: 50 | Hong Kong | 0 - 3 | Arabia Saudita | 17-25, 20-25, 19-25 |

##### Finale 13º posto
| 31 luglio 2017 Poesponegoro Gymnasium, Surabaya Durata: 1h:29 - Spettatori: 100 | Sri Lanka | 1 - 3 | Iraq | 25-16, 11-25, 22-25, 21-25 |

## Podio

### Campione
Formazione: 1 Issei Ōtake, 2 Hideomi Fukatsu, 3 Naonobu Fujii, 5 Yūta Yoneyama, 6 Akihiro Yamauchi, 7 Takashi Dekita, 8 Masahiro Yanagida, 9 Ide Satoshi, 10 Shūzō Yamada, 14 Yūki Ishikawa, 15 Haku Ri, 16 Kentarō Takahashi, 19 Hiroaki Asano, 20 Taichiro Koga, CT: Yuichi Nakagaichi

### Secondo posto
Formazione: 1 Roman Fartov, 2 Anton Kuznetsov, 3 Dmitry Vovnenko, 4 Alexandr Stolnikov, 5 Sergej Kuznecov, 6 Kairat Baibekov, 7 Vassiliy Donets, 9 Kirill Gurin, 10 Maxim Michshenko, 11 Damir Akimov, 12 Nodirkhan Kadirkhanov, 13 Vitaliy Erdshtein, 18 Vitaliy Varivodin, 21 Ivan Minakov, CT: Igor Nikolchaenko

### Terzo posto
Formazione: 2 No Jae-wook, 5 Bu Yong-chan, 6 Lee Min-gyu, 7 Lee Kang-won, 8 Oh Jae-seong, 9 Kim Jae-hwi, 10 Moon Sung-min, 11 Choi Hong-suk, 13 Jung Ji-seok, 14 Song Hui-chae, 15 Lee Si-woo, 16 Jin Sang-heon, 18 Shin Yung-suk, 19 Park Jooh-yeong, CT: Kim Ho-chul

## Classifica finale
| Pos | Squadra        |
| --- | -------------- |
|     | Giappone       |
|     | Kazakistan     |
|     | Corea del Sud  |
| 4   | Indonesia      |
| 5   | Iran           |
| 6   | Cina           |
| 7   | Taipei cinese  |
| 8   | Australia      |
| 9   | Qatar          |
| 10  | Vietnam        |
| 11  | Thailandia     |
| 12  | Pakistan       |
| 13  | Iraq           |
| 14  | Sri Lanka      |
| 15  | Arabia Saudita |
| 16  | Hong Kong      |

## Premi individuali
| Premio                | Nome                  | Squadra       |
| --------------------- | --------------------- | ------------- |
| MVP                   | Yūki Ishikawa         | Giappone      |
| Miglior palleggiatore | Naonobu Fujii         | Giappone      |
| Miglior opposto       | Rivan Nurmulki        | Indonesia     |
| Miglior schiacciatore | Yūki Ishikawa         | Giappone      |
| Miglior schiacciatore | Vitaliy Vorivodin     | Kazakistan    |
| Miglior centrale      | Nodirkhan Kadirkhanov | Kazakistan    |
| Miglior centrale      | Haku Ri               | Giappone      |
| Miglior libero        | Oh Jae-seong          | Corea del Sud |